# Wolfgang Hesl
Wolfgang Hesl (Nabburg, 13 gennaio 1986) è un calciatore tedesco, di ruolo portiere.

## Carriera
Si è ritirato dal calcio professionistico al termine della stagione 2018-2019. Dalla stagione successiva ha giocato come esterno sinistro di centrocampo; la sua prima squadra dopo il cambio di ruolo è stato il TSV Stulln, che milita nella Bezirksliga dell'Alto Palatinato, settimo livello del campionato in Baviera.

## Palmarès

### Club

#### Competizioni nazionali
- Coppa d'Austria: 1

Ried: 2010-2011